# Saint-Martin-de-Valamas
Saint-Martin-de-Valamas is een gemeente in het Franse departement Ardèche (regio Auvergne-Rhône-Alpes). De plaats maakt deel uit van het arrondissement Tournon-sur-Rhône. Saint-Martin-de-Valamas telde op 1 januari 2022 1.084 inwoners.

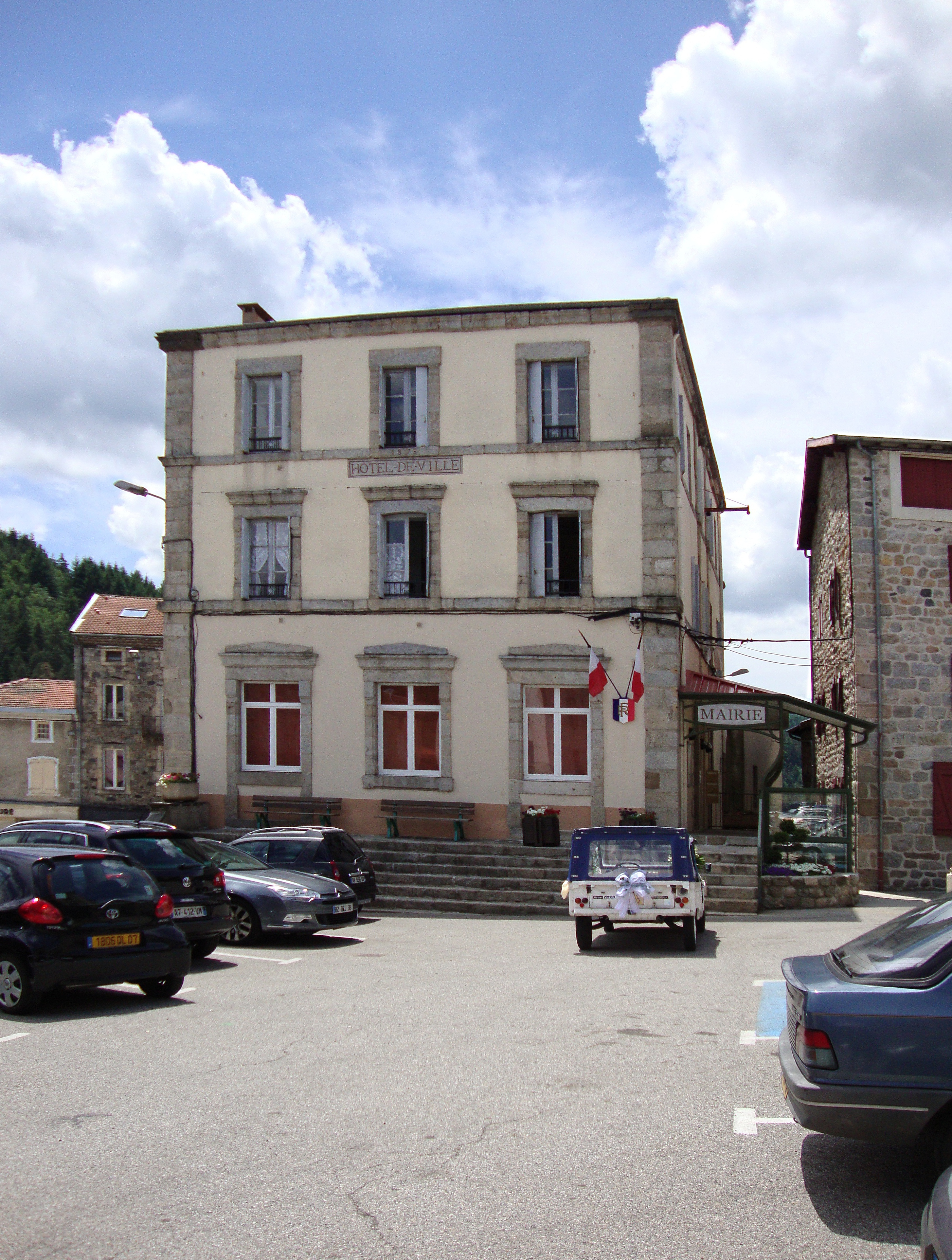
Gemeentehuis
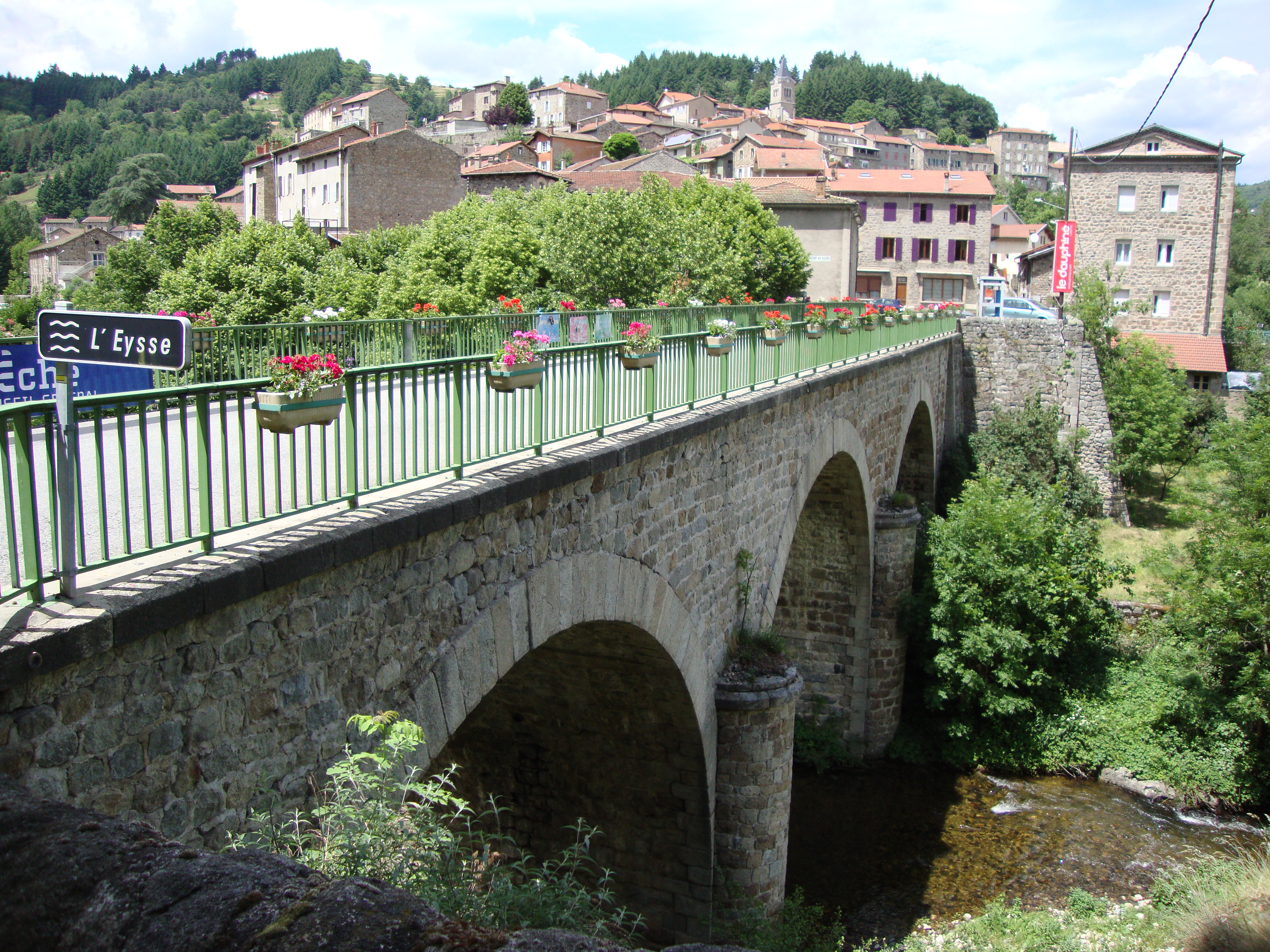
Brug over de Eysse

## Geografie
De oppervlakte van Saint-Martin-de-Valamas bedroeg op 1 januari 2022 19,98 vierkante kilometer; de bevolkingsdichtheid was toen 54,3 inwoners per km².
De onderstaande kaart toont de ligging van Saint-Martin-de-Valamas met de belangrijkste infrastructuur en aangrenzende gemeenten.

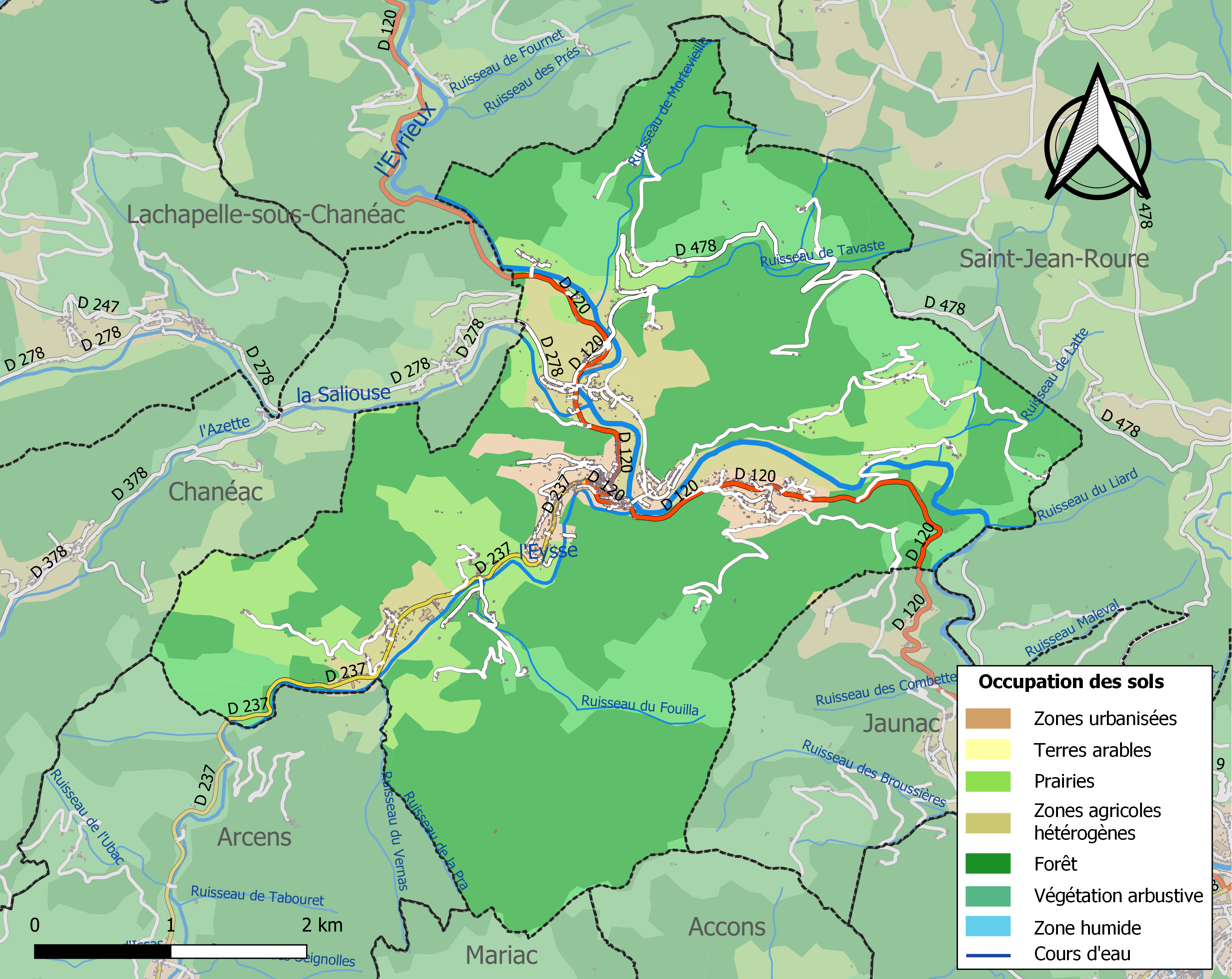

## Demografie
Onderstaande figuur toont het verloop van het inwonertal (bron: INSEE-tellingen).

Vanwege een beveiligingsprobleem met de MediaWiki Graph-software is het momenteel niet mogelijk deze grafiek weer te geven. Zodra de software is bijgewerkt zal de grafiek vanzelf weer zichtbaar worden.